# How Wings Are Attached to the Backs of Angels
How Wings Are Attached to the Backs of Angels és un curtmetratge d'animació de 1996 de l'animador canadenc Craig Welch, produït per la National Film Board of Canada (NFB).
Tot i que la primera pel·lícula de Welch amb l'NFB, No Problem de 1992, va estar influenciada per l'estil còmic dels animadors de l'NFB Cordell Barker i Richard Condie, How Wings Are Attached to the Backs of Angels va marcar un canvi clar en la direcció artística, explorant temes tan foscos com la mort i el desig, en un estil que s'ha anomenat "surrealista". Welch ha afirmat que una de les influències originals de la pel·lícula va ser la pintura d'Arnold Böcklin Isle of the Dead així com el curt d'animació de l'NFB de 1946 A Little Phantasy on a 19th-century Painting de Norman McLaren, que incorpora l'obra de Böcklin.
La pel·lícula va rebre distribució comercial al Canadà com a pel·lícula d'obertura de les projeccions de la pel·lícula de David Cronenberg Crash.

## Premis
La pel·lícula va rebre diversos premis, com ara un premi especial al Festival Internacional d'Animació d'Hiroshima, el millor de l'animació internacional al Festival Internacional de Cinema de Jerusalem, un reconeixement especial al disseny al Festival Mundial de Pel·lícules d'Animació de Zagreb, el premi a la millor pel·lícula d'animació al Dresden Filmfest, el premi Sparkasse al Festival Internacional de Leipzig de pel·lícula documental i d'animació i un Hugo d'or en la categoria d'animació al Festival Internacional de Cinema de Chicago. També va guanyar el premi al millor curtmetratge al XXX Festival Internacional de Cinema Fantàstic de Catalunya.